# Valongo (Valongo)
Valongo is een plaats (freguesia) in de Portugese gemeente Valongo en telt 18 698 inwoners (2001).

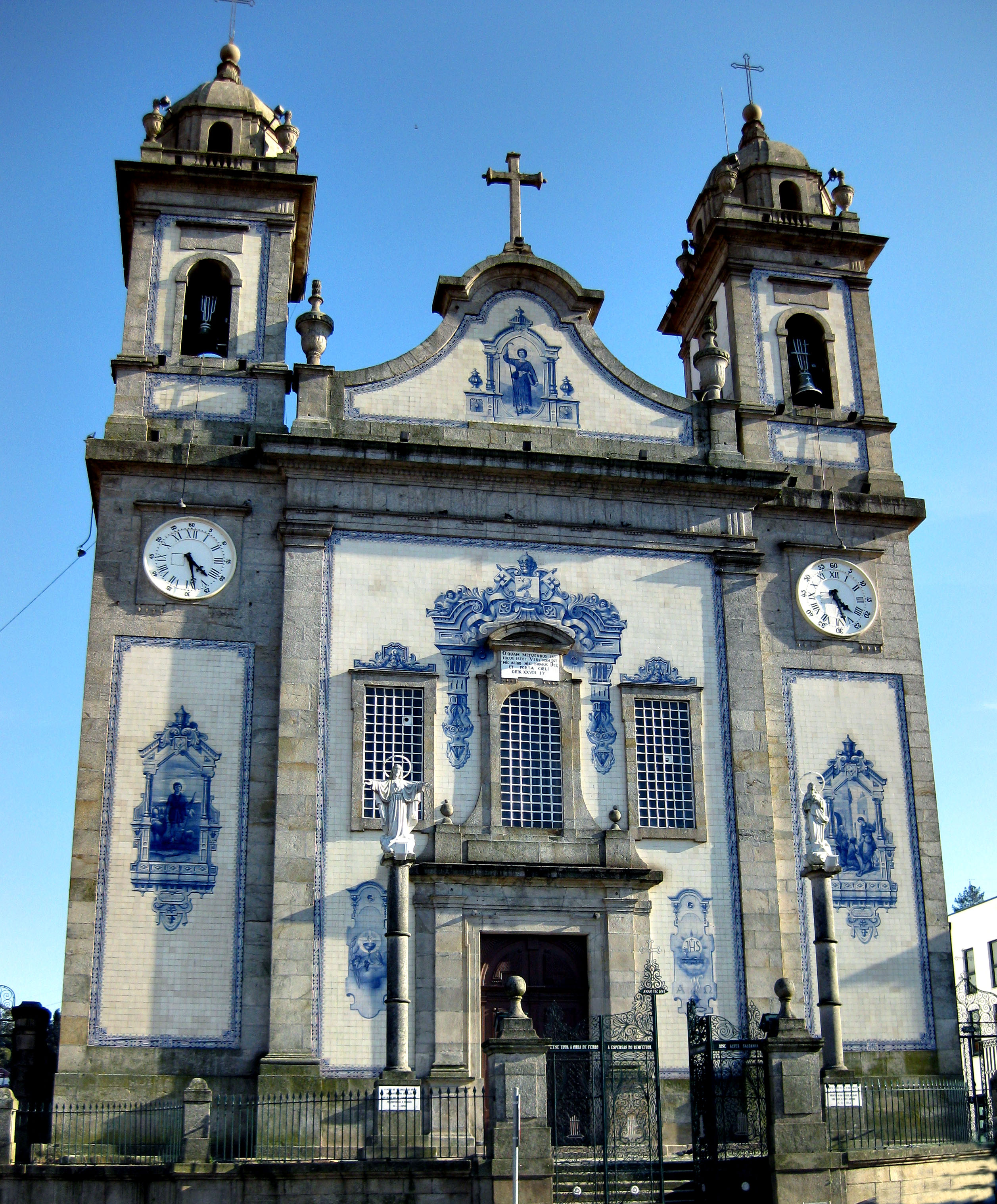
De dorpskerk, een ontwerp van Henrique Matos